# Ondoua Pius
 (mars 2025).
Motif : article sourcé avec les propres publications de l'auteur. Pas dans les critères d'admission
- Archive Wikiwix
- Bing
- Cairn
- DuckDuckGo
- E. Universalis
- Gallica
- Google
- G. Books
- G. News
- G. Scholar
- Persée
- Qwant
- (zh) Baidu
- (ru) Yandex
- (wd) trouver des œuvres sur Wikidata

| 1. | Préciser le motif de la pose du bandeau. | Précisez le motif de la pose du bandeau en utilisant la syntaxe suivante : {{admissibilité à vérifier\|date=mars 2025\|motif=remplacez ce texte par le motif}}                   |
| 2. | Informer les utilisateurs concernés.     | Pensez à avertir le créateur de l'article, par exemple, en insérant le code ci-dessous sur sa page de discussion : {{subst:avertissement admissibilité à vérifier\|Ondoua Pius}} |

 (janvier 2025).
Si vous disposez d'ouvrages ou d'articles de référence ou si vous connaissez des sites web de qualité traitant du thème abordé ici, merci de compléter l'article en donnant les références utiles à sa vérifiabilité et en les liant à la section « Notes et références ».
 (janvier 2025).
La mise en forme du texte ne suit pas les recommandations de Wikipédia : il faut le « wikifier ».
Les points d'amélioration suivants sont les cas les plus fréquents :
- Les titres sont pré-formatés par le logiciel. Ils ne sont ni en capitales, ni en gras.
- Le texte ne doit pas être écrit en capitales (les noms de famille non plus), ni en gras, ni en italique, ni en « petit »…
- Le gras n'est utilisé que pour surligner le titre de l'article dans l'introduction, une seule fois.
- L'italique est rarement utilisé : mots en langue étrangère, titres d'œuvres, noms de bateaux, etc.
- Les citations ne sont pas en italique mais en corps de texte normal. Elles sont entourées par des guillemets français : « et ».
- Les listes à puces sont à éviter, des paragraphes rédigés étant largement préférés. Les tableaux sont à réserver à la présentation de données structurées (résultats, etc.).
- Les appels de note de bas de page (petits chiffres en exposant, introduits par l'outil «  Source ») sont à placer entre la fin de phrase et le point final[comme ça].
- Les liens internes (vers d'autres articles de Wikipédia) sont à choisir avec parcimonie. Créez des liens vers des articles approfondissant le sujet. Les termes génériques sans rapport avec le sujet sont à éviter, ainsi que les répétitions de liens vers un même terme.
- Les liens externes sont à placer uniquement dans une section « Liens externes », à la fin de l'article. Ces liens sont à choisir avec parcimonie suivant les règles définies. Si un lien sert de source à l'article, son insertion dans le texte est à faire par les notes de bas de page.
- La présentation des références doit suivre les conventions bibliographiques. Il est recommandé d'utiliser les modèles {{Ouvrage}}, {{Chapitre}}, {{Article}}, {{Lien web}} et/ou {{Bibliographie}}. Le mode d'édition visuel peut mettre en forme automatiquement les références.
- Insérer une infobox (cadre d'informations à droite) n'est pas obligatoire pour parachever la mise en page.

Pour une aide détaillée, merci de consulter Aide:Wikification.
Si vous pensez que ces points ont été résolus, vous pouvez retirer ce bandeau et améliorer la mise en forme d'un autre article.
Ondoua Pius (né en 1949 à Akonolinga) est une personnalité politique camerounaise, Docteur en philosophie et diplômé en sciences politiques. Il enseigne la philosophie morale et politique à l'Université de Yaoundé 1, et il a été nommé sénateur camerounais.

## Biographie

### Jeunesse et Profession
Ondoua Pius, né en 1949 à Akonolinga, est un professeur d’Université, ancien Ministre. Il est originaire du département du Nyong-et-Mfoumou, région du Centre. ONDOUA Pius a occupé plusieurs postes de responsabilité tel que : Chef du service des Affaires Générales et Pédagogiques à la Direction de l’Enseignement Supérieur du Ministère de l’Education Nationale, puis Chef du service de l’Enseignement Supérieur Général au Ministère de l’Enseignement Supérieur et de la Recherche Scientifique (dès le 22 mai 1984). 

## Publications
| S/N | Préfacier                                | Livre | Titre                                                                                         |
| --- | ---------------------------------------- | ----- | --------------------------------------------------------------------------------------------- |
| 1   | Marcel Niat Njifenji, président du Sénat | Livre | ‘’Un mandat au Senat’’ L'expérience d'une transition, des amphis à l'hémicyle.                |
| 2   | Professeur Jean-Marc Gabaude             | Livre | Existence et Valeurs(tome I) L'urgence de la Philosophie.                                     |
| 3   | Professeur Meinrad Hebga                 | Livre | Existence et Valeurs(tome II) L'irrationnelle rationalité                                     |
| 4   | professeur Ebénézer Njoh Mouelle         | Livre | Existence et Valeurs (tome III) Avenirs pluriels                                              |
| 5   |                                          | Livre | Développement de la Technoscientifique Défis actuels et perspectives                          |
| 6   |                                          | livre | La raison unique du "Village PLanetaire Mythes et réalités de la mondialisation               |
| 7   | Pr Jean-Marc Gabaude                     | Livre | Existence et Valeurs IV Un développement "humain" réflexions éthiques et politiques           |
| 8   |                                          | Livre | Humanisme et dialectique Quelle philosophie de l'histoire, de Kant à Fukuyama ?               |
| 9   |                                          | livre | Un monde "Different" ! Défi du présent, utopie créatrice de l'avenir                          |
| 10  |                                          | livre | La Trajectoire vers L'homme-dieu Quelle ontologie de l'homme au post-homme ?                  |
| 11  |                                          | livre | L'avenir du Technocosme De l'expansion à l'extinction ?                                       |
| 12  |                                          | Livre | L’humanisme de L’« homme essentiel » Hommage à Jean-Marc Gabaude, le « philosophe total »     |
| 13  |                                          | Livre | Être humain : un devoir ! Quelle éthique « humaniste » pour la puissance technoscientifique ? |

## Carrière
Le 26 septembre 1986, il est nommé Chef du service des Personnels dans le même Ministère. Ensuite, il sera Vice Doyen de la Faculté des Lettres et Sciences Humaines de l’Université de Yaoundé jusqu’en 1992. Il est Nommé SG du MINESUP le 14 août 1992, il devient SG du Ministère de la Culture le 16 juin 1995. Du 7 décembre 1997 au 24 août 2002, il est Ministre du Travail, de l’Emploi et de la Prévoyance Sociale.